# NGC 4178
NGC 4178 é uma galáxia espiral barrada (SBcd) localizada na direcção da constelação de Virgo. Possui uma declinação de +10° 51' 51" e uma ascensão recta de 12 horas, 12 minutos e 46,2 segundos.
A galáxia NGC 4178 foi descoberta em 11 de Abril de 1825 por John Herschel.